# 102619 Crespino
102619 Crespino este o planetă minoră (asteroid), cu un diametru de 3,403 km, din centura de asteroizi. A fost descoperită pe 12 noiembrie 1999 la Osservatorio Astronomico di Gnosca⁠(d) de Stefano Sposetti⁠(d) și a fost numită după dracilă. 
Obiectul prezintă o orbită caracterizată de o semiaxă mare de 2,343465034311 UAi, o excentricitate de 0,23271663590744, o înclinație de 7,0171140330637 ° în raport cu ecliptica.